# رپرتوار
رپرتوار (به فرانسوی: Répertoire) معادل واژهٔ فارسی کارگان در معنای لغوی یعنی فهرست یا جدول. اما در اصطلاح موسیقی مجموعۀ قطعه‌های موسیقی است که تکنواز (یا خواننده) برای رسیتال، یا ارکستر برای کنسرت آماده می‌کند. تعداد قطعه‌های موسیقی در رپرتوار به‌طور معمول بیش از قطعه‌هایی است که در برنامهٔ رسیتال یا کنسرت اعلام می‌شود، زیرا ممکن است شرکت‌کنندگان پس از اتمام برنامه، در عین تشویق مجری(های) برنامه اجرای قطعه‌های دیگری را درخواست کنند.
در اصطلاح رقص به مجموعه‌ای از آثار انتخابی و تولیدشده [یا بازتولیدشده] مثلاً در یک کمپانی باله گفته می‌شود. به‌طور مثال، بالهٔ دریاچهٔ قو اثری از رپرتوار بین‌المللی بالهٔ کلاسیک است. این اثر همچنین در رپرتوار بالهٔ سلطنتی انگلستان گنجانده شده‌است (بالهٔ سلطنتی انگلستان این اثر را تولید کرده‌است).
در تئاتر به معنای مجموعهٔ اجراها و نمایش‌های از پیش تمرین‌شده است که در صورت لزوم، در هر زمانی قابل ارائه و اجرا هستند.

## همچنین ببینید
- فهرست مجموعه - فهرستی از آثار برای یک اجرای خاص.
- فهرست پخش - فهرستی از آثار موجود برای پخش.
- ترانهٔ معرّف - ترانه‌ای است که یک خواننده یا گروه موسیقی مشهور با آن شناخته می‌شوند.